# Hasta siempre (DVD)
Bandana: Hasta Siempre es un DVD oficial lanzado por BMG y RGB Entertainment en junio de 2004. El DVD contiene parte de la  videografía del grupo, su último recital en el Teatro Gran Rex, Biografías, Datos, y una Galería de Fotos. El DVD fue lanzado para registrar la despedida de Bandana como quinteto. También fue editado en VHS.

## Contenido
*Audio:
- Español (Dolby Digital 2.0)

:Videos:
1. "Guapas" (2001)
2. "Comò puede ser" (2002)
3. "Muero de amor por ti" (2002)
4. "Llega la noche" (2002)
5. "Un Demonio (2002)
6. "Sigo dando vueltas" (2003)
7. "Hasta el día de hoy" (2003)
8. "Canto con Vos" (2003)

Canciones en vivo (Teatro Gran Rex):
1. "Guapas"
2. Que pasa con vos
3. Como puede ser
4. Maldita Noche
5. 12 Horas
6. Dame una razón
7. Bajo la lluvia
8. Un demonio
9. A Bailar
10. Sigo Aquí
11. Con eso tengo seguro tu amor
12. Voy a Buscar
13. Hasta el día de hoy
14. Retrospectiva: Biografía
15. Sigo dando vueltas
16. Hoy Empieza
17. Llega la noche

- Datos: Q5892703